# Clara-Clara
Clara-Clara est une sculpture monumentale de l'artiste américain Richard Serra, créée en 1983.
Commandée par le centre Georges-Pompidou, la sculpture est installée à Paris dans le jardin des Tuileries en 1983, puis dans le parc de Choisy de 1985 à 1990. Depuis cette date, elle est démontée et stockée dans un entrepôt, n'étant brièvement réinstallée qu'une seule fois, en 2008.

## Description
Clara-Clara est une constituée de deux longues paraboles d'acier Corten, chacune mesurant 36 m de long, 3,40 mètres de hauteur et 4,5 cm d'épaisseur. Ces deux courbes sont destinées à reposer sur le sol dans leur plus grande longueur et, une fois assemblées, forment une sorte de grand « X » dont les branches seraient décollées l'une de l'autre : à leur point le plus proche, elles restent distantes d'environ 2 m. Les deux courbes ne sont pas totalement verticales, mais légèrement inclinées l'une par rapport à l'autre. L'ensemble pèse 210 t.
Comme beaucoup d'œuvres de Richard Serra, Clara-Clara est destinée à être parcourue par le spectateur, qui peut se déplacer entre les deux plaques d'acier et observer les jeux de lumière et de perspective qu'elles créent.

## Historique
En 1983, le centre Georges-Pompidou organise une rétrospective de l'œuvre du sculpteur américain Richard Serra ; à cette occasion, il lui commande une sculpture monumentale : Clara-Clara, dont le titre redouble le prénom de l'épouse de l'artiste, Clara Weyergraf. L'œuvre se révèle trop lourde pour être installée dans le musée, ou même sur la place Georges-Pompidou : elle est finalement érigée à l'entrée du jardin des Tuileries, entre le musée de l'Orangerie et le Jeu de paume et devant le bassin octogonal. L'œuvre, qui bouscule la perspective classique du jardin à la française, ainsi que l'axe historique de Paris entre le palais du Louvre, l'obélisque de Louxor et l'arc de triomphe de l'Étoile, rencontre son lot de critiques,,.
Sur les conseils de Jacques Toubon,  alors maire du 13e arrondissement, la ville de Paris acquiert la sculpture en 1985 et la déplace alors dans le parc de Choisy, un espace vert du 13e arrondissement. Fortement graffitée, abimée par les sports urbains et servant occasionnellement de dépôt d'ordures, la sculpture est démontée sous la pression des riverains en 1990,. Clara-Clara est alors stockée dans un entrepôt.
En 2008, à l'occasion de la participation de Richard Serra à Monumenta, une exposition d'art contemporain qui se tient dans la nef du Grand Palais, Clara-Clara est brièvement réinstallée pendant trois mois dans le jardin des Tuileries où elle rencontre à nouveau des critiques avant de retourner en stockage.
En 2024, l'œuvre n'a jamais été exposée à nouveau ; différents sites d'implantation ont été envisagés pour accueillir la sculpture, mais à cause de son poids et de ses dimensions, aucun n'a été jugé adapté. Les plaques, démontées, sont entreposées dans le conservatoire des œuvres d'art religieuses et civiles de la ville de Paris, un bâtiment d'Ivry-sur-Seine.